# Église Notre-Dame-de-Sénisse de Rochebaudin
L'église Notre-Dame-de-Sénisse est une église romane située sur le territoire de la commune de Rochebaudin dans le département français de la Drôme en région Auvergne-Rhône-Alpes.

## Localisation
L'église se dresse dans le cimetière, en aval du hameau.

## Historique
L'église fait l'objet d'une inscription au titre des monuments historiques depuis le 17 juillet 1926.